# Сучиво (Казерта)
Сучиво (итал. Succivo) је насеље у Италији у округу Казерта, региону Кампанија.
Према процени из 2011. у насељу је живело 8148 становника. Насеље се налази на надморској висини од 35 м.

## Становништво
| 1931. | 1936. | 1951. | 1961. | 1971. | 1981. | 1991. | 2001. | 2011. |
| ----- | ----- | ----- | ----- | ----- | ----- | ----- | ----- | ----- |
| 3.427 | 3.557 | 4.091 | 4.435 | 4.954 | 5.656 | 6.483 | 6.850 | 8.148 |